# Opisthoxia consequa
Opisthoxia consequa là một loài bướm đêm trong họ Geometridae.